# Traktat Edynburski
Traktat Edynburski (ang. Treaty of Edinburgh) - traktat zawarty w Edynburgu 5 lipca 1560 między Komisarzami królowej Anglii Elżbiety I z przyzwoleniem szkockich lordów Kongregacji oraz wysłannikami Francji w Szkocji w celu formalnego zakończenia oblężenia Leith i zastąpienia przymierza Szkocji z Francją (Auld Alliance) nową umową Anglii ze Szkocją. Utrzymano przy tym pokój między Anglią i Francją uzgodniony na mocy traktatu z Cateau-Cambresis.